# Naturalisme libéral
 (février 2024).
La mise en forme du texte ne suit pas les recommandations de Wikipédia : il faut le « wikifier ».
Les points d'amélioration suivants sont les cas les plus fréquents. Le détail des points à revoir est peut-être précisé sur la page de discussion.
- Les titres sont pré-formatés par le logiciel. Ils ne sont ni en capitales, ni en gras.
- Le texte ne doit pas être écrit en capitales (les noms de famille non plus), ni en gras, ni en italique, ni en « petit »…
- Le gras n'est utilisé que pour surligner le titre de l'article dans l'introduction, une seule fois.
- L'italique est rarement utilisé : mots en langue étrangère, titres d'œuvres, noms de bateaux, etc.
- Les citations ne sont pas en italique mais en corps de texte normal. Elles sont entourées par des guillemets français : « et ».
- Les listes à puces sont à éviter, des paragraphes rédigés étant largement préférés. Les tableaux sont à réserver à la présentation de données structurées (résultats, etc.).
- Les appels de note de bas de page (petits chiffres en exposant, introduits par l'outil «  Source ») sont à placer entre la fin de phrase et le point final[comme ça].
- Les liens internes (vers d'autres articles de Wikipédia) sont à choisir avec parcimonie. Créez des liens vers des articles approfondissant le sujet. Les termes génériques sans rapport avec le sujet sont à éviter, ainsi que les répétitions de liens vers un même terme.
- Les liens externes sont à placer uniquement dans une section « Liens externes », à la fin de l'article. Ces liens sont à choisir avec parcimonie suivant les règles définies. Si un lien sert de source à l'article, son insertion dans le texte est à faire par les notes de bas de page.
- La présentation des références doit suivre les conventions bibliographiques. Il est recommandé d'utiliser les modèles {{Ouvrage}}, {{Chapitre}}, {{Article}}, {{Lien web}} et/ou {{Bibliographie}}. Le mode d'édition visuel peut mettre en forme automatiquement les références.
- Insérer une infobox (cadre d'informations à droite) n'est pas obligatoire pour parachever la mise en page.

Pour une aide détaillée, merci de consulter Aide:Wikification.
Si vous pensez que ces points ont été résolus, vous pouvez retirer ce bandeau et améliorer la mise en forme d'un autre article.
Le naturalisme libéral est une forme hétérodoxe de naturalisme philosophique qui se situe dans l'espace conceptuel entre le naturalisme métaphysique (ou réductionniste) et le surnaturalisme. Cela permet de prendre en compte les explications et les résultats des sciences sans supposer que les sciences soient notre seule ressource pour comprendre l'humanité et nos relations avec le monde et entre nous.
Le terme « naturalisme libéral » a été introduit en 2004 par Mario De Caro et David Macarthur et, indépendamment, par Gregg Rosenberg. Cette forme de naturalisme a été attribuée à Emmanuel Kant. Dans l'œuvre de De Caro, le naturalisme libéral est développé comme un réalisme métaphysique modéré ; tandis que chez Macarthur, le naturalisme libéral s'associe au quiétisme métaphysique et s'ouvre sur une philosophie de l'image manifeste.

## Aperçu
Pour un naturaliste libéral, de nombreuses choses dans notre monde quotidien qui ne sont pas explicables (ou pas entièrement explicables) par la science sont néanmoins présupposées par la science – par exemple les tables, les personnes, les œuvres d’art, les institutions, les normes et valeurs rationnelles. Expliquer de telles choses pourrait nécessiter des ressources non scientifiques et non surnaturelles. Ainsi, plutôt que d’adapter leur ontologie aux postulats des sciences, comme le font les naturalistes scientifiques, les naturalistes libéraux reconnaissent la réalité irréductible prima facie des objets quotidiens qui font partie de ce que Wilfrid Sellars a appelé « l’image manifeste ».
Le naturalisme libéral est un naturalisme « libéral » ou « universaliste » pour plusieurs raisons dont chacune contraste avec l'orthodoxie naturaliste scientifique :
1. Il ne limite pas ses engagements ontologiques aux postulats explicatifs des sciences.
2. Il reconnaît l'existence de modes non scientifiques de connaissance et/ou de compréhension des choses telles que la valeur des œuvres d'art, la dimension morale des personnes et les relations entre des raisons de différentes sortes[7].
3. Il permet des aspects distinctement individuels de l'action rationnelle tels que la prise de décision, la responsabilité de ses actes et la conscience de soi[8].
4. Il tente de fournir une explication non réductrice et non surnaturelle de la normativité rationnelle ou conceptuelle à laquelle nous sommes sensibles dans le raisonnement théorique et pratique, par exemple en faisant appel à l'idée hégélienne ou pragmatiste de reconnaissance mutuelle au sein d'une communauté[9]
5. Il remet en question la thèse quinéenne, largement influente, selon laquelle la philosophie, lorsqu’elle est correctement naturalisée, doit se limiter aux méthodes des sciences[10].